# Peciîhvostî, Kameanka-Buzka
Peciîhvostî (în ucraineană Печихвости) este un sat în comuna Velîke Kolodno din raionul Kameanka-Buzka, regiunea Liov, Ucraina.

## Demografie
Componența lingvistică a localității Peciîhvostî
     Ucraineană (100%)
Conform recensământului din 2001, toată populația localității Peciîhvostî era vorbitoare de ucraineană (100%).